# Harry Hains
Harry Hains (Melbourne, 4 de diciembre de 1992-Los Ángeles, 7 de enero de 2020) fue un actor de cine y televisión australiano.

## Carrera
Hains nació en Melbourne, Australia, pero gran parte de su carrera la llevó a cabo en los Estados Unidos. Después de realizar algunos papeles menores principalmente en cine, en 2015 protagonizó el largometraje dramático The Surface, dirigido y escrito por Michael J. Saul. Ese mismo año apareció en la popular serie de televisión American Horror Story y en el largometraje The Total Princess.
En 2016 registró apariciones en la serie de televisión The Deleted y en el cortometraje @DorianGray. Tras figurar en algunos cortos, en 2019 logró reconocimiento internacional por su papel de Noah en la segunda temporada de la serie de televisión de Netflix The OA. Ese mismo año participó en la serie Sneaky Pete y en el largometraje de Diana Cignoni, Mirrors, el cual se encargó de protagonizar. Además de su carrera como actor, Hains se desempeñó como modelo y músico.

## Fallecimiento
El actor falleció el 7 de enero de 2020 en Los Ángeles a los 27 años. Su madre, la también actriz Jane Badler, dio a conocer la noticia a través de su cuenta de Instagram, afirmando que Hains se encontraba luchando contra enfermedades mentales y una adicción a las drogas, lo que finalmente derivó en su muerte.

## Filmografía destacada

### Cine
- 2019 - Mirrors
- 2019 - Peridot
- 2019 - A Haunting at Silver Falls 2
- 2019 - Chase
- 2018 - Groupies
- 2018 - I, Matter
- 2018 - Lulu (corto)
- 2018 - Day Driver (corto)
- 2017 - Fallen Blossoms
- 2016 - @DorianGray (corto)
- 2016 - Juice (corto)
- 2015 - Moon People (corto)
- 2015 - The Total Princess
- 2015 - The Surface
- 2015 - Washed Away (corto)
- 2015 - Hallucinogen
- 2013 - Cigarettes Burn Faster In The Sun (corto)

### Televisión
- 2019 - Sneaky Pete
- 2019 - The OA
- 2016 - The Deleted
- 2015 - American Horror Story